# Freshford
Freshford – wieś w Anglii, w hrabstwie ceremonialnym Somerset, w dystrykcie (unitary authority) Bath and North East Somerset. Leży 23 km na południowy wschód od miasta Bristol i 153 km na zachód od Londynu. Miejscowość liczy 530 mieszkańców.